# ドラゴン桜〈韓国版〉
『ドラゴン桜（勉強の神）』（ドラゴンざくら べんきょうのかみ、原題：공부의 신、英語題：Master of Study）は、韓国KBSが2009年に制作したテレビドラマ。全16話。
KBSにて、2010年1月4日から2月23日まで毎週月曜火曜に放送された。日本のドラマ『ドラゴン桜』（2005年、TBS）の韓国リメイク版で、三流高校の落ちこぼれ生徒たちが特別進学クラスに入って学び成長する姿を描いた学園ドラマ。
日本ではTBS「韓流セレクト枠」にて『ドラゴン桜〈韓国版〉』として2010年12月10日から2011年1月7日まで毎週月曜から金曜10時05分 - 11時00分に放送され、TBSにて2011年6月13日から7月18日まで毎週月曜火曜の1時55分 - 3時01分に再放送された。また、2011年1月25日から5月17日までBS-TBSにて毎週火曜日の21時00分 - 21時54分にて放送された。

## 概要
本作は、2005年にTBSテレビで放送されたテレビドラマ『ドラゴン桜』（原作は、三田紀房の漫画作品『ドラゴン桜』）の韓国リメイク版テレビドラマである。

## 日本版との違い
5人の特進クラス生などの基本設定は日本版と同様だが、生徒の家庭環境の一部変更や、日本版では実在する東京大学（東大）を目指しているのに対して架空の「天下（チョナ）大学」にするなどの変更が行われている。韓国においての「東大」にあたるソウル大学にしなかったのは、学歴主義を助長するという批判をKBSが考慮したものである。なお、登場人物などの名称は全て韓国のものに再設定されている。

## 登場人物
記載順は役名、日本版テレビドラマでその位置に該当する人物名、演じる役者名、吹き替え者名。
- カン・ソクホ（桜木建二）：キム・スロ
- ハン・スジョン（井野真々子）：ペ・ドゥナ
- チャン・マリ（理事長・龍野百合子）：オ・ユナ

### 特別進学（特進）クラス
- ファン・ベクヒョン（矢島勇介）：ユ・スンホ
- キル・プリプ（水野直美）：コ・アソン
- ホン・チャンドゥ（緒方英喜）：イ・ヒョヌ
- ナ・ヒョンジョン（香坂よしの）：ジヨン（T-ARA）
- オ・ボング（奥野一郎）：イ・チャノ

### 特別講師
- チャ・ギボン（柳鉄之介）：ピョン・ヒボン - 数学特別講師
- アンソニー・ヤン（本名、ヤン・チュンサム）（川口洋)：イ・ビョンジュン - 英語特別講師
- イ・ウニュ（芥山龍三郎[注 4]）：イム・ジウン - 国語特別講師
- チャン・ヨンシク（阿院修太郎）：シム・ヒョンタク - 理科特別講師

### ピョンムン高校教員
- ハ・サンギル（教頭・近藤時久）：パク・チリョン
- ペ・ヨンスク：イム・ソンミン - 国語教師
- パク・クィナム：イ・ダリョン - 数学教師
- サ・ドチョル：パク・フィスン - 体育教師

### 生徒の家族
- イ・ブニ[注 5]（矢島節子）：キム・ヨンオク - ベクヒョンの祖母
- ハン・エシム（水野悠子）：パン・ウニ - プリプの母
- オ・ダルシク：キム・ハギュン - ボングの父
- ファン・グムチュ[注 6]：ク・ヘリョン - ボングの母
- ホン・チュンシク（緒方厚生）：パク・チョロ - チャンドゥの父
- キム・ジョンヒ（緒方万里子）：キム・ミラ - チャンドゥの母

### その他の人物
- キム・サンフン：キム・サンビン - 英語テスト対決で登場する2年生の男子。
- イ・イェジ：コ・ジュヨン - 英語テスト対決で登場する2年生の女子。
- 不良女子たち： T-ARA（ボラム、ウンジョン、ヒョミン、キュリ、ソヨン）第9話、第10話に特別出演

## スタッフ
- 演出：ユ・ヒョンギ
- 脚本：ユン・ギョンア
- 制作：DRAMA HOUSE

## 音楽
- 主題歌
  - オリジナル版：「一度くらいは」T-MAX
  - 日本語版：「DREAMS COME TRUE」4minute
    - ※「DREAMS COME TRUE」は元々挿入歌として使用されていたが、日本語版製作時に主題歌に採用した。朝鮮語歌詞版がオープニング、日本語歌詞版がエンディングに使用されている。

## 視聴率
| 2010年     | 2010年     | 2010年     | 2010年     | 2010年    | 2010年    |
| 回数       | 放送日     | TNmS視聴率 | TNmS視聴率 | AGB視聴率 | AGB視聴率 |
| 回数       | 放送日     | 大韓民国   | ソウル     | 大韓民国  | ソウル    |
| ---------- | ---------- | ---------- | ---------- | --------- | --------- |
| 第1回      | 1月4日     | 15.1%      | 15.8%      | 13.4%     | 14.0%     |
| 第2回      | 1月5日     | 18.5%      | 19.3%      | 15.9%     | 17.0%     |
| 第3回      | 1月11日    | 23.1%      | 23.1%      | 21.2%     | 22.0%     |
| 第4回      | 1月12日    | 26.3%      | 26.7%      | 23.5%     | 23.9%     |
| 第5回      | 1月18日    | 25.9%      | 26.0%      | 23.2%     | 23.8%     |
| 第6回      | 1月19日    | 25.8%      | 26.0%      | 22.9%     | 23.2%     |
| 第7回      | 1月25日    | 24.6%      | 25.0%      | 21.4%     | 21.2%     |
| 第8回      | 1月26日    | 24.7%      | 24.5%      | 22.8%     | 22.5%     |
| 第9回      | 2月1日     | 24.2%      | 24.3%      | 21.8%     | 21.0%     |
| 第10回     | 2月2日     | 24.5%      | 24.5%      | 22.6%     | 22.0%     |
| 第11回     | 2月8日     | 24.3%      | 24.6%      | 21.7%     | 21.4%     |
| 第12回     | 2月9日     | 23.7%      | 23.9%      | 22.9%     | 22.3%     |
| 第13回     | 2月15日    | 21.3%      | 21.6%      | 20.6%     | 19.1%     |
| 第14回     | 2月16日    | 24.7%      | 24.6%      | 22.9%     | 22.3%     |
| 第15回     | 2月22日    | 25.0%      | 25.7%      | 23.2%     | 24.1%     |
| 第16回     | 2月23日    | 26.8%      | 27.4%      | 25.1%     | 24.1%     |
| 平均視聴率 | 平均視聴率 | 23.7%      | 23.9%      | 21.6%     | 21.5%     |

## サブタイトル
| 話数   | 原題                            | 日本語訳                          |
| ------ | ------------------------------- | --------------------------------- |
| 第1話  | 가난뱅이 변호사, 병문고에 오다! | 貧乏弁護士、ピョンムン高に来る!   |
| 第2話  | 00대 특별반 출범!               | ○○大学特別班スタート!             |
| 第3話  | 스파르타 합숙!                  | スパルタ合宿!                     |
| 第4話  | 교사 재고용 시험!               | 教師再雇用試験!                   |
| 第5話  | 영어! 듣고, 말하고, 즐겨라!     | 英語!聴き、話し、楽しめ!          |
| 第6話  | 영어 배틀!                      | 英語バトル!                       |
| 第7話  | 국어, 세상을 읽 어라!           | 国語、世間を読め!                 |
| 第8話  | 우리는 공부를 해야 한다!        | 俺たちは勉強をしなくちゃならない! |
| 第9話  | 천국과 지옥                     | 天国と地獄                        |
| 第10話 | 우리는 하나다                   | 俺たちはひとつだ                  |
| 第11話 | 특별반 붕괴?!                   | 特別班崩壊!?                      |
| 第12話 | 뜨거운 여름                     | 熱い夏                            |
| 第13話 | 날아라, 날아라!                 | 飛べ、飛べ!                       |
| 第14話 | 선생님, 우리들의 선생님!        | 先生、俺たちの先生!               |
| 第15話 | 시험                            | 試験                              |
| 第16話 | 너희는 더 이상 꼴찌가 아니다!   | おまえたちは、もうビリじゃない!   |

## 備考
- 日本では、カルチュア・パブリッシャーズより2010年11月19日にDVD-BOX1・12月3日にDVD-BOX2が発売された。各DVD-BOX共に4枚組仕様となっている。